# Kazahstanska vaterpolska reprezentacija
Kazahstanska vaterpolska reprezentacija predstavlja državu Kazahstan u međunarodnom muškom vaterpolu.

## Sastavi
- SP 2019.: Pavel Lipilin, Yevgeniy Medvedev, Maxim Zhardan, Roman Pilipenko, Miras Aubakirov, Altay Altayev, Murat Shakenov, Yegor Berbelyuk, Stanislav Shvedov, Mikhail Ruday, Ravil Manafov, Yulian Verdesh, Valeriy Shlemov; izbornik Dejan Stanojević

## Nastupi na velikim natjecanjima

### Olimpijske igre
- 2000.: 9. mjesto
- 2004.: 11. mjesto
- 2012.: 11. mjesto
- 2020.: 11. mjesto

### Svjetska prvenstva
- 1994.: 12. mjesto
- 1998.: 11. mjesto
- 2001.: 12. mjesto
- 2009.: 16. mjesto
- 2011.: 13. mjesto
- 2013.: 12. mjesto
- 2019.: 14. mjesto
- 2022.: 14. mjesto

### Svjetske lige
- 2012.: 5. mjesto
- 2017.: 6. mjesto
- 2018.: 8. mjesto
- 2019.: 7. mjesto
- 2020.: 6. mjesto

### Svjetski kupovi
- 2014.: 6. mjesto

### Azijske igre
- 1994.:  zlato
- 1998.:  zlato
- 2002.:  zlato
- 2006.:  bronca
- 2010.:  zlato